# Robert Emmijan
Robert Zjirajri Emmijan (armeniska: Ռոբերտ Ժիրայրի Էմմիյան), född 16 februari 1965 i Leninakan i Armeniska SSR, Sovjetunionen, är en längdhoppare som representerade Sovjetunionen och, efter denna stats upplösning, Armenien.
Emmijan innehar europarekordet på 8,86 m, noterat 22 maj 1987 i Tsaghkadzor, Armeniska SSR. Emmijan innehar även mästerskapsrekordet för europamästerskapen med 8,41 m. Europarekordet är noterat på hög höjd (över 2000 m över havet), Hans längsta hopp på låglandsbana är 8,61 m, noterat i Moskva 6 juli 1986. Emmijan var under den aktiva karriären 178 cm lång, vägde 73 kg.
Emmijan vann sin första internationella mästerskapsmedalj vid Inomhus-EM i Göteborg 1984 då han knep bronset efter ett hopp på 7,89, bakom Tjeckoslovakiens Jan Leitner (7,96) och Östtysklands Mathias Koch (7,91).
Till säsongen 1986 hade Emmijan utvecklats till att bli Europas bäste manlige längdhoppare. Han vann guld både vid inomhus-EM i Madrid och utomhus-EM i Stuttgart. Vid båda tävlingarna noterade Emmijan mästerskapsrekord; 8,32 respektive 8,41. Året efter förbättrade Emmijan mästerskapsrekordet inomhus då han vann inomhus-EM i Liévin efter ett hopp på 8,49.
Senare 1987 blev Emmijan silvermedaljör vid VM i Rom efter ett hopp som mätte 8,53, vilket placerade honom mellan amerikanerna Lewis (8,67) och Myricks (8,33). Tidigare under utomhussäsongen hade Emmijan stått för världens dittills näst längsta hopp någonsin då han på hög höjd hoppat 8,86 hemma i Armeniska SSR, endast 4 cm från världsrekordet. Resultatet gäller än idag som europarekord.
År 1990 blev Emmijan bronsmedaljör vid inomhus-EM i Skottland på 8,06. Vann gjorde västtysken Dietmar Haaf (8,11) före Nederländernas Emiel Mellaard (8,08). Efter Sovjetunionens upplösning tävlade Emmijan för Armenien, bland annat i VM i Göteborg och slutade tävla 1997.

## Medaljer

### Guld
- EM 1986 (8,41 MR)
- Inomhus-EM 1986 (8,32 MR)
- Inomhus-EM 1987 (8,49 MR)

### Silver
- VM 1987 (8,53)

### Brons
- Inomhus-EM 1984 (7,89)
- Inomhus-EM 1990 (8,06)

## Rekord
- Europarekord i längdhopp: 8,86 m, Tsaghkadzor, Armeniska SSR, Sovjetunionen, 22 maj 1987